# Little League Volunteer Stadium
Le Little League Volunteer Stadium est un stade de baseball à South Williamsport, dans le comté de Lycoming en Pennsylvanie, aux États-Unis. Chaque été, il est avec le Howard J. Lamade Stadium l'un des sites où sont présentés les matchs des Séries mondiales des Petites ligues. Avec une capacité de 5 000 personnes, le Volunteer Stadium est le plus petit des deux stades.
La construction du stade débute en 2000 et il est inauguré en 2001 alors que la phase finale du tournoi de Little League Baseball passe d'une compétition à 8 équipes à un tournoi mettant aux prises 16 clubs,.
En 2006, les clôtures du champ extérieur sont repoussées de 6,1 m (20 pieds), à l'instar de modifications similaires effectuées au Lamade Stadium. La clôture du champ extérieur est aujourd'hui située à 68,58 mètres (225 pieds) du marbre à tous les champs